# Niedere Börde
Niedere Börde is een gemeente in de Duitse deelstaat Saksen-Anhalt, en maakt deel uit van de Landkreis Börde.
Niedere Börde telt 7.072 inwoners.

## Geschiedenis
De gemeente is op 1 januari 2004 ontstaan door de vrijwillige fusie van de toenmalige zelfstandige gemeenten Dahlenwarsleben, Groß Ammensleben, Gutenswegen, Jersleben, Klein Ammensleben, Meseberg, Samswegen en Vahldorf, die op dat moment deel uitmaakten van de Verwaltungsgemeinschaft Niedere Börde.

## Indeling gemeente
De gemeente bestaat uit de volgende Ortsteile:
- Bleiche
- Dahlenwarsleben
- Gersdorf
- Groß Ammensleben
- Gutenswegen
- Jersleben
- Klein Ammensleben
- Meseberg
- Samswegen
- Vahldorf

Altenhausen ·
Am Großen Bruch ·
Angern ·
Ausleben ·
Barleben ·
Beendorf ·
Bülstringen ·
Burgstall ·
Calvörde ·
Colbitz ·
Eilsleben ·
Erxleben ·
Flechtingen ·
Gröningen ·
Haldensleben ·
Harbke ·
Hohe Börde ·
Hötensleben ·
Ingersleben ·
Kroppenstedt ·
Loitsche-Heinrichsberg ·
Niedere Börde ·
Oebisfelde-Weferlingen ·
Oschersleben (Bode) ·
Rogätz ·
Sommersdorf ·
Sülzetal ·
Ummendorf ·
Völpke ·
Wanzleben-Börde ·
Wefensleben ·
Westheide ·
Wolmirstedt ·
Zielitz